# Большескаредная
Большескаредная — деревня в Аромашевском районе Тюменской области России. Входит в состав Аромашевского сельского поселения.

## География
Находится примерно в 230 км от Тобольска. Автобусное сообщение. Рядом протекает река Вагай.
Часовой пояс
Большескаредная, как и вся Тюменская область, находится в часовой зоне МСК+2. Смещение применяемого времени относительно UTC составляет +5:00.

## Население
| 1989 | 2002 | 2010 |
| ---- | ---- | ---- |
| 201  | ↘170 | ↘127 |